# Rhynchonellata
Los rinconelados (Rhynchonellata) son una clase de braquiópodos articulados que aparecen en el Cámbrico Inferior y con especies sobrevivientes hasta la actualidad. Agrupa órdenes con un  pedúculo bien desarrollado. La forma de conchas varía desde las que poseen una bisagra ancha a formas acabadas en pico, prácticamente sin línea de bisagra y de generalmente lisas a muy plicadas. La mayoría son biconvexos. Los lofóforos varían e incluyen formas en bucle y en espiral. Aunque morfológicamente distintos, los órdenes incluidos siguen una secuencia filogenética consistente.

## Sistemática
Incluye los siguientes órdenes extintos y existentes:
- Rhynchonellida
- Terebratulida
- Atrypida†
- Athyridida†
- Cadomelloidea†
- Cardiarinidae†
- Oblellida†
- Orthida†
- Spiriferinida†
- Strophomenida†
- Protorthida†
- Pentamerida†
- Thecideida†

Los órdenes Atrypida, Athyridida, Spiriferida y Spiriferinida fueron consideradas previamente como subórdenes dentro del orden Spiriferida, todas con espirales para el soporte del lofóforo. En los otros órdenes, las braquidias de soporte se enlazan comúnmente.
Orthida y Spiriferida tienen líneas de bisagra anchas donde se articulan las dos válvulas (o conchas). Los órdenes Pentamerida, Terebratulida, Atrypida y Athyridida tienen líneas de bisagra estrechas. Algunos como Rhynchonellida y Spiriferida pueden ser muy plicados con un pliegue medio y surco. Otros como los Spiriferinida y la Terebratulida, son básicamente suaves. La mayoría tiene conchas sin perforaciones conocidas como punctae y son impuntas, pero algunas como por ejemplo, Orthida y Rhynchonellida tienen ramificaciones puntiformes.